# Cisteller dels cactus
El cisteller dels cactus (Pseudasthenes cactorum) és una espècie d'ocell de la família dels furnàrids (Furnariidae).

## Hàbitat i distribució
Viu en zones amb cactus al vessant del Pacífic del centre de Perú.